# OHMOTOホールディングス
株式会社OHMOTOホールディングスは、東京都港区に本社を置く支配会社、投資会社などである。

株式会社大本組の株式の29.10％を保有している。

新規事業の検討も行っている。